# Pop That
Pop That è un singolo del rapper statunitense French Montana, pubblicato nel 2012 ed estratto dal suo primo album in studio Excuse My French. Il brano vede la collaborazione dei rapper Rick Ross, Drake e Lil Wayne.

## Tracce
- Download digitale

1. Pop That (featuring Rick Ross, Drake and Lil Wayne) – 5:04